# Archives cantonales vaudoises
 (janvier 2024).
Pour les articles homonymes, voir ACV.
Les Archives cantonales vaudoises (ACV) sont les archives d'État du canton de Vaud, en Suisse.

## Historique

### Constitution des archives
- Si vous ne connaissez pas le sujet, laissez ce bandeau (vous pouvez alors contacter les auteurs).
- Si vous supprimez le contenu mis en cause (vous pouvez préalablement contacter les auteurs),

argumentez précisément cette suppression dans la page de discussion
(un manque de référence n'est pas un argument ; une recherche réelle de référence doit avoir été effectuée, être formellement documentée).
Les Archives cantonales vaudoises sont filles de l'Indépendance vaudoise, lorsque le 24 janvier 1798, marqua le départ des derniers représentants du canton de Berne, après 262 ans de présence en Pays de Vaud. Elles précèdent tous les lieux de mémoire que l'administration cantonale vaudoise mettra progressivement en place dès son accession à la souveraineté en 1803. Le retour des archives de Berne à Lausanne, déjà à l'automne 1798, marque l'affirmation des nouvelles autorités de disposer non seulement des archives utiles à leur fonctionnement, mais aussi de toutes les archives liées au territoire vaudois.
La Révolution fit perdre la valeur juridique et administrative aux archives de l'Ancien Régime. La dimension historique qu'on leur accorda dès les années 1840 était loin d'être présente au début de l'existence du canton de Vaud. À la suite de la liquidation des biens féodaux en 1804, les archives anciennes étaient en effet devenues « inutiles et encombrantes », « pure paperasse ». Certaines communes reprirent leurs archives et les soignèrent, d'autres les livrèrent au feu. Si avant 1798-1803, les archivistes distinguaient parmi les documents ceux qui étaient utiles et ceux qui ne l'étaient pas, ils considérèrent, après cette date, tout à la fois ceux qui sont des preuves juridiques et ceux qui relèvent des monuments historiques. Même si le mouvement prendra du temps dans les consciences, on peut dire que la cassure de 1798 annonce le passage des inventaires d'archives, d'instruments de gestion et de défense à des outils d'accès à des témoignages historiques. De sélectifs, ils tendront à devenir aux XIXe et XXe siècles exhaustifs. Ce qui avait été délaissé ou mis de côté dans les siècles antérieurs sera progressivement réintroduit dans les inventaires et valorisé par la recherche historique.
Par décret de décembre 1837, le Grand Conseil ordonna que le second employé de la Chancellerie, Pierre-Antoine Baron (1788-1868) - qui était l'archiviste de la Chancellerie - fût chargé en même temps de l'arrangement et du soin des Grandes archives, soit celles qui reposaient à la cathédrale. La fonction d'archiviste était ainsi créée. Elle était conçue dans un rapport étroit avec l'administration certes, mais un esprit assez libéral puisque le règlement de la fonction de l'archiviste d'État était favorable aux besoins de la recherche scientifique (moyennant autorisation) et qu'il tenait compte manifestement des objectifs de la Société d'histoire de la Suisse romande.
Dès 1896, les archivistes du canton visitent les Archives communales et établissent, la plupart du temps, l'inventaire des fonds d'archives. La publication en 2003 de l'ouvrage Panorama des Archives communales vaudoises 1401-2003, et l'ouverture de la base de données Inventaire général des archives communales vaudoises avant 1961, manifestent une situation unique en Suisse : toutes les communes disposent d'un inventaire de leurs archives, des origines à 1960.
Les textes parlent nommément d'accueil d'archives privées avec convention en bonne et due forme par les Archives cantonales vaudoises dès 1907. Il est probable que des premiers documents d'origine privée ont été recueillis déjà par Alfred Millioud, archiviste aux Archives cantonales vaudoises entre 1895 et 1913.
Les premières traces du débat en Suisse au sujet des principes de classement semblent se rencontrer aux Archives cantonales vaudoises. En effet, parmi les différents projets de classification des anciennes archives, celui de l'archiviste paléographe Ernest Grégoire, sorti des rangs de l'École des Chartes de Paris, prônait le principe de provenance ; il date de 1858 et avait été sollicité par les autorités vaudoises. On lui opposa d'autres interprétations qui privilégiaient le classement par matières. Après des années d'hésitations, les Archives cantonales vaudoises adoptèrent en 1915 leur premier plan général de classement qui consacre l'éclatement des vieilles séries médiévales et bernoises et, dans la lignée des inventaires du XIXe siècle, le principe de pertinence pour les archives antérieures à 1798. Ainsi le principe de provenance entrevu dès 1858, fut rejeté dans les projets ultérieurs sous l'influence des plans reçus par les archivistes cantonaux vaudoises des autres Archives suisses. Depuis, le plan général a accueilli des sections organisées autour du principe de provenance. Il a été régulièrement aménagé et a fait l'objet de fortes adaptations entre 1996 et 2007, avec les contraintes d'harmonisation du vocabulaire, des principes de description à niveau et des besoins de la présentation contextuelle des fonds d'archives.
Les archives ont été logées depuis 1798 dans la tour du beffroi de la cathédrale de Lausanne, avant de s’établir dans un ancien dépôt de meubles à la rue du Maupas, à Lausanne, dont la salle de lecture s’ouvre en 1955 (actuellement siège des Archives de la ville de Lausanne). Depuis 1985, les Archives cantonales se trouvent sur le site de l'université de Lausanne (quartier de la Mouline à Chavannes-près-Renens), dans un édifice spécifiquement bâti à cette fin (architectes Guy et Marc-Henri Collomb, Atelier Cube).
Depuis le 1er janvier 2014, elles sont rattachées à la Chancellerie d'État, avec laquelle elles entretiennent depuis toujours des relations suivies. Elles sont également le siège de l'Association vaudoise des archivistes, de la Société vaudoise d'histoire et d'archéologie et du Cercle vaudois de généalogie. Les Archives cantonales vaudoises sont inscrites comme bien culturel suisse d'importance nationale.

### Liste des archivistes cantonaux
Le premier archiviste cantonal en titre fut Pierre-Antoine Baron (1837-1864). Ses successeurs sont : Aymon de Crousaz (1864-1909) ; Alfred Millioud (1909-1913) ; Bernard Cérenville (1914-1915) ; Maxime Reymond (1915-1942) ; Louis Junod (1943-1963) ; Olivier Dessemontet (1963-1979) ; Jean-Pierre Chapuisat (1979-1995) ; Gilbert Coutaz (octobre 1995-juin 2019) et Delphine Friedmann (dès le 1er juillet 2019).

## Missions
Selon la loi sur l'archivage du 14 juin 2011 (la première jamais votée dans le canton de Vaud) les Archives cantonales vaudoises sont :
- le lieu central des archives des autorités exécutives, législatives et judiciaires du Canton de Vaud
- un lieu de mémoire
- un espace de réflexion et de recherches
- une structure à disposition de la conservation et de la communication[11].

Les Archives cantonales vaudoises ont été créées pour recevoir des archives officielles en 1798. Plus de deux cents après, elles demeurent prioritairement et naturellement le dépôt central des archives officielles. Face aux exigences de la défense du patrimoine et à l'élargissement des sources et des supports d'information, elles ont ouvert leur champ d'investigation à de nouveaux producteurs d'archives et à des formes nouvelles de partenariat. De plus, au nom de l'unité des fonds, les photographies et les témoignages filmiques et sonores complètent, selon les fonds, les archives écrites; les autres supports nécessitent au coup par coup des accords avec d'autres institutions patrimoniales, en particulier le Musée cantonal d'archéologie et d'histoire.
Les communes sont responsables de la gestion et de la conservation de leurs archives. Les Archives cantonales vaudoises les conseillent dans leur politique d'archivage, en éditant un Guide de gestion mis à jour régulièrement. Elles ont le droit de les inspecter au besoin. Des archivistes professionnel(le)s se rencontrent dans la plupart des chefs-lieux de district et dans les plus importantes communes du canton.Une Association vaudoise des archivistes existe depuis le 1er octobre 1996.

## Fonds et collections

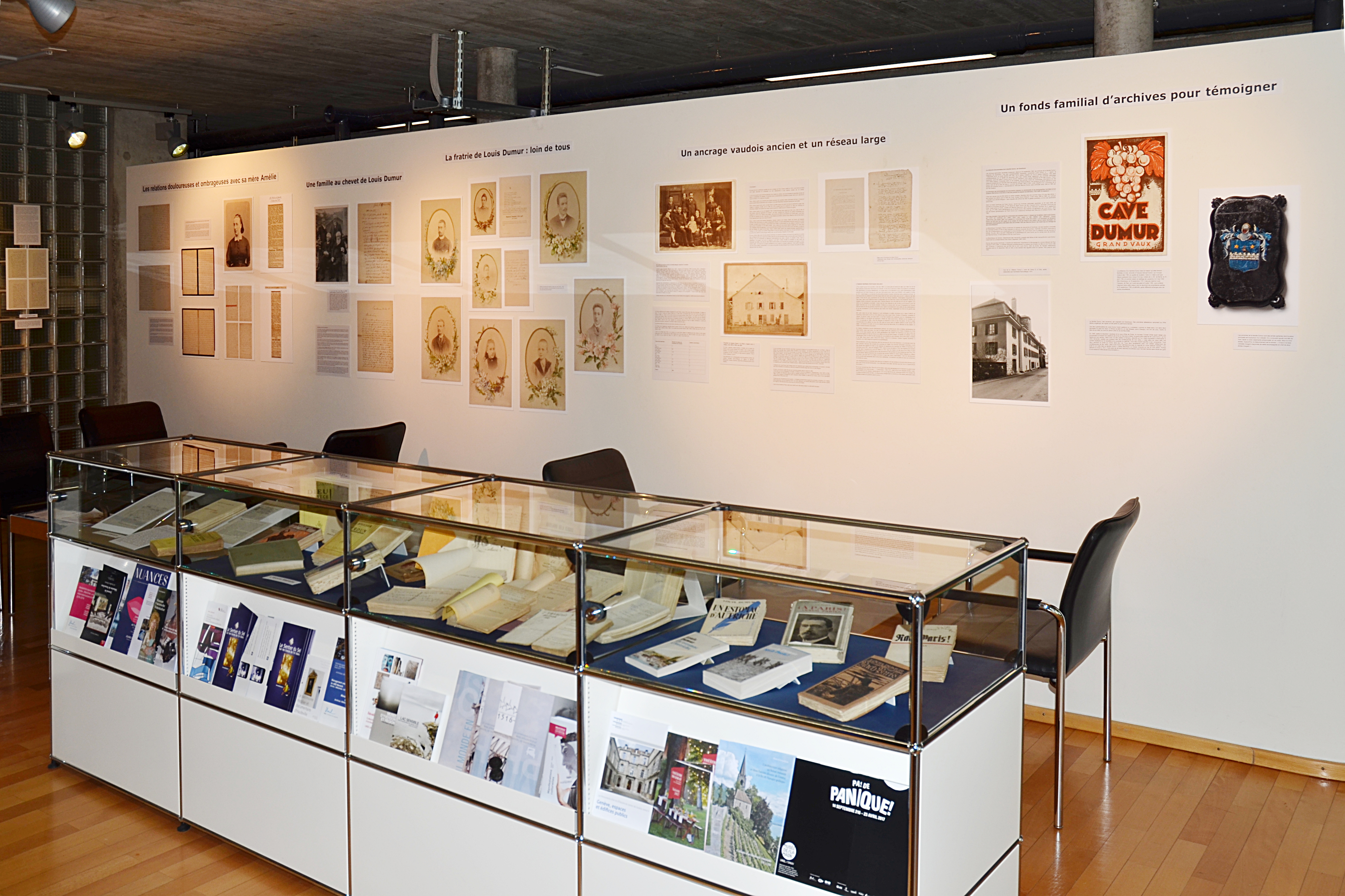
Archives cantonales vaudoises, exposition Louis Dumur (2017).

Les Archives cantonales abritent, au 31 décembre 2018, 37 163 mètres linéaires d'archives pour 3 723 fonds dont plus de 2 000 fonds d'archives privées, ainsi que 32 813 titres. Elles conservent les archives des différentes autorités qui se sont succédé depuis l’an mil : période des rois de Bourgogne, de la maison de Savoie et de l'Évêché de Lausanne (970-1536), les archives de l'administration bernoise entre 1536 et 1798 puis les archives du canton du Léman pendant la République helvétique, enfin, bien entendu, les archives officielles des autorités exécutives, législatives et judiciaires depuis la création du Canton de Vaud en 1803. Les fonds d'archives d'origines privées ont des contenus très divers : archives de familles, archives humanitaires, d'entreprises, sportives, de mode, de presse, etc.,. Les Archives cantonales conservent aussi plus de 530 fonds photographiques pour plus d'un million de pièces physiques.